# Amandine Allou Affoué
Amandine Allou Affoué, née le 29 août 1980 à Botro, est une athlète de Côte d'Ivoire, spécialiste du 100 m et du 200 m. Elle a été membre de l'Olympique de Marseille Athlétisme.
Elle a été médaillée d'argent sur 100 m aux Jeux de la Francophonie 2005 et médaillée de bronze sur 200 m aux Jeux panafricains d'Alger en 2007 (5e en finale du 100 m).
Elle participe au relais 4×100 m aux Jeux olympiques d'été de 2000 et au 100 m aux Jeux olympiques d'été de 2004 et aux Jeux olympiques d'été de 2008 où elle est porte-drapeau olympique.

## Palmarès

### Championnats d'Afrique
- Championnats d'Afrique 2012 à Porto-Novo :
  -  Médaille de bronze du relais 4×100 mètres

### Jeux africains
- Jeux africains de 2007 à Alger :
  -  Médaille de bronze sur 200 mètres

### Jeux de la Francophonie
- Jeux de la Francophonie de 2005 à Niamey :
  -  Médaille d'argent sur 100 mètres